# Liste des récompenses et prix culturels
Pour ce qui concerne le média radio, voir Liste des récompenses de radio.
Cette liste de récompenses et prix culturels recense les prix dans les domaines du cinéma, la télévision, la musique, la danse, la littérature et le multimédia.

## Mondial
Littérature
- Prix Nobel de littérature (créé en 1901)

Musique
- Prix Polar Music (créés en 1989)

## Afrique
Musique
- All Africa Music Awards (créés en 2014

## Amériques

### États-Unis
Cinéma
- Oscars du cinéma ou Academy Awards (créés en 1929)

Télévision
- Emmy Awards (créés en 1949)

Cinéma et télévision
- Golden Globes Awards (créés en 1944)
- Screen Actors Guild Awards (créés en 1995)

Musique
- Grammy Awards (créés en 1958)
- MTV Video Music Awards (créés en 1984)
- American Music Awards (créés en 1971)
- Billboard Music Awards (créés en 1990)

### Canada
Cinéma
- Palmarès du film canadien (1949-1978)
- ACTRA Awards (1972-1986)
- Prix Génie ou Genie Awards (1980-2012)
- Gemini Awards (1986-2012)
- Prix Écrans canadiens ou Canadian Screen Awards (créées en 2013)

Télévision
- Prix Gémeaux (créés en 1986)

## Europe
Cinéma
- Prix du cinéma européen (créés en 1988)

Musique
- Concours Eurovision de la chanson (créé en 1956)
- MTV Europe Music Awards (créés en 1994)

### Allemagne
Musique
- Deutscher Musikpreis depuis 1979
- Deutscher Musikautor*innenpreis depuis 2009

Théatre
- Anneau d'Iffland depuis environ 1815
- Theaterpreis Berlin depuis 1988
- Bayerischer Theaterpreis depuis 1997
- Mario-Adorf-Preis depuis 2018

Cinéma
- Berlinale crée en 1951
- Festival international du film documentaire et du film d'animation de Leipzig crée en 1955
- Festival international du film de Hof depuis 1968
- Sehsüchte depuis 1972
- Festival Max Ophüls crée en 1980
- Schwule Filmwoche Freiburg crée en 1985
- International Queer Film Festival Hamburg crée en 1989
- Snowdance Independent Film Festival depuis 2014

### Belgique
Musique
- Concours international Reine Élisabeth de Belgique  (créé en 1937)

### France
Théâtre
- Nuit des Molières ou Molières (créée en 1987)
- Prix Gérard-Philipe (créé en 1962)

Cinéma
- César du cinéma (créés en 1976)
- Festival de Cannes (créé en 1939)
- Prix Jean-Gabin (1981-2006)
- Prix Patrick-Dewaere (créé en 20008)
- Prix Romy-Schneider (créé en 1984)
- Prix de la critique (créés en 1946)
- Prix Louis-Delluc (créé en 1936)
- Prix Jean-Vigo (créé en 1951)
- Prix de l'Académie nationale du cinéma (1982-1992)
- Prix d'Ornano-Valenti (créé en 1991)
- Talents Cannes (créés en 1993)
- Trophée Anne-Sophie Deval (créé en 2010)
- Globes de cristal (créés en 2006)
- Gérard du cinéma (2006-2012)

Télévision
- 7 d'or (1985-1991, 1993-2001, 2003)
- Prix Albert-Londres (créé en 1932)
- Trophées des femmes en or (créés en 1993)
- Gérard de la télévision (2006-2018)

Musique
- NRJ Music Awards (créés en 2000)
- Victoires de la musique (créées en 1985)
- Victoires de la musique classique (créées en 1994)
- Victoires du jazz (créées en 2002

Danse
- Trophée Perle-du-Nord - danse sportive (créé en 1983)

Littérature
- Cf. liste des prix littéraires français

Multimédia
- Prix Möbius des multimédias (créés en 1992)

### Italie
- Festival du film de Trieste crée en 1989
- Mostra de Venise crée en 1932

### Royaume-Uni
Cinéma
- British Academy Film Awards ou BAFA (créés en 1948)

Télévision
- British Academy Television Awards ou BATA  (créés en 1954)

Musique
- Brit Awards (créés en 1977)

### Suisse
Danse
- Prix de Lausanne (créé en 1973)